# Migratie (dieren)

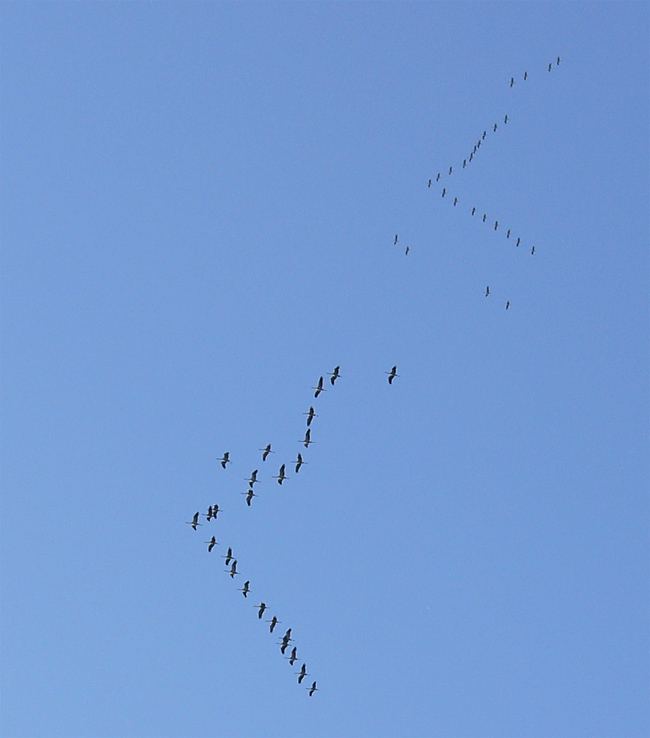
Migrerende kraanvogels

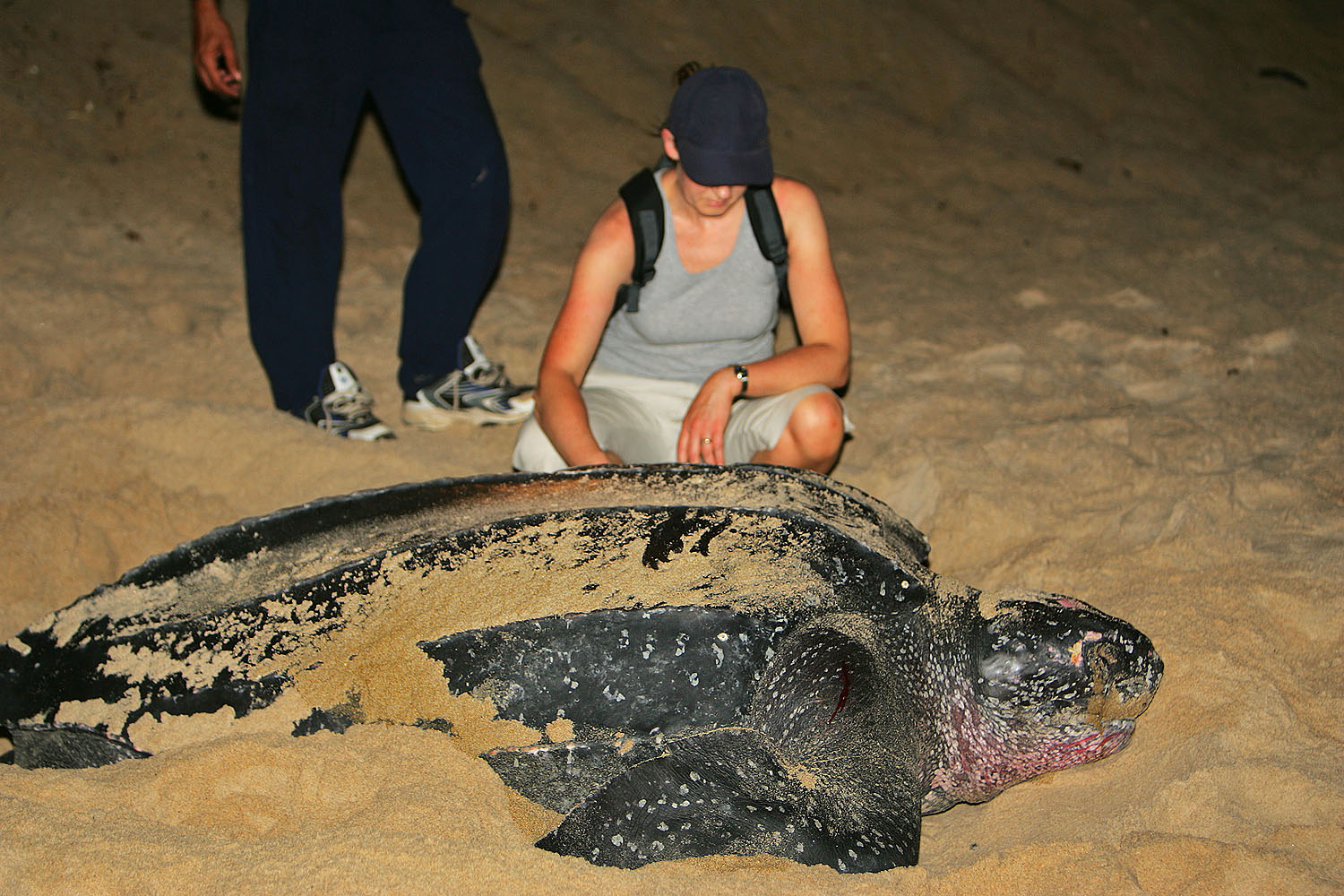
Lederschildpad

Migratie bij dieren is zich verplaatsen van dieren van een leefgebied naar een ander. Trek zoals vogeltrek is een gerichte migratie, terwijl dispersie de min of meer willekeurige verspreiding van een groep individuen over het leefgebied is. In veel gevallen migreren organismen, waarbij ze ontsnappen aan plaatselijke voedseltekorten, meestal in de winter of het droge seizoen. Andere dieren vinden door migratie een geschikt voorplantingsbiotoop, zoals het geval is bij bepaalde vissoorten, bijvoorbeeld de trekvissen zalm en paling. Niet-migrerende diersoorten ontsnappen aan de winter of de droogte door een winterslaap of zomerslaap.
Vogeltrek is de jaarlijkse migratie van veel vogelsoorten. De Noordse Stern is een extreem voorbeeld van een trekvogel, hij vliegt elk jaar van het noordpoolgebied naar Antarctica, en weer terug. Een ander extreem voorbeeld is de rosse grutto die in een ruk van Nieuw-Zeeland naar Alaska kan vliegen. Een exemplaar legde in 8 dagen ruim 11.000 km af.
Bepaalde soorten walvissen, vlinders en motten, palingen, rendieren en gnoes zijn ook migrerende soorten. De plotselinge massale migraties van woestijnsprinkhanen zijn legendarisch en zijn ook beschreven in de Bijbel.
Amfibieën trekken jaarlijks tussen hun overwinterings- en hun voorplantingsbiotoop, wat bekendstaat als de amfibieëntrek of de paddentrek.

## Migratie onder zeedieren
Zeezoogdieren kennen zeer lange migratie-routes. Grijze walvissen trekken van de zeedieren wellicht het verst: tijdens zijn leven legt een grijze walvis 0,8 miljoen kilometer af. Grijze walvissen reizen op en neer tussen de Mexicaanse kust, waar ze zich 's winters voortplanten, en de Beringstraat, waar ze 's zomers eten. Een kleiner aantal pendelt tussen Korea en de zee van Ochotsk in Oost-Siberië.
Zeeschildpadden hebben nauwkeurig vastgelegde trekroutes; ze keren elk jaar naar hetzelfde stukje strand terug om eieren te leggen. Deze dieren doen er soms wel 30 jaar over om geslachtsrijp te worden; en al die tijd onthouden ze dus precies waar ze uit het ei gekropen zijn, zodat ze daarheen kunnen teruggaan als ze zelf aan voortplanting toe zijn. Op wat kleinere schaal maken ook veel vissen tochten naar ondiep water om te paaien, en zelf andere, meer trage dieren gaan geregeld over de bodem op pad.
Caribische langoesten reizen heen en weer tussen ondiep water boven riffen, waar ze zich voortplanten, en dieper water waar ze overwinteren. Ze gaan altijd op weg in een enkele rij, waarin elk dier de staart van zijn voorganger volgt. Zulke tochten zijn een jaarlijks terugkerend verschijnsel. 
Sommige dieren migreren dagelijks naar plaatsen waar ze voedsel vinden. Zo komen veel planktondieren 's nachts naar het oppervlak, om overdag weer naar de diepte af te dalen.
Ook tonijnen staan om hun betrekkelijk lange reizen bekend: sommige scholen trekken de hele Middellandse Zee door. Uit merkstudies is gebleken dat de tonijnen in de Grote Oceaan uit een populatie bestaan die zich ten zuiden van Japan voortplant en waarvan de nakomelingen tot aan de kusten van Mexico en Californië worden teruggevonden.

## Migratie door opwarming van de Aarde
Hoewel het verspreidingsgebied van diersoorten dynamisch fluctueert in de loop van de tijd, veroorzaakt de recente klimaatverandering over de hele wereld verschuivingen in het leven op Aarde. Zowel zee-, zoetwater- als landdieren reageren op een veranderend klimaat door te gaan trekken, vaak naar koelere, hogere oorden of grotere diepten. In de warme streken verkleint het areaal waar de temperaturen nog draaglijk zijn. Maar omdat diersoorten in verschillende mate reageren, worden belangrijke interacties tussen soorten vaak verstoord en ontstaan nieuwe interacties. Deze idiosyncrasieën kunnen leiden tot snelle veranderingen in het ecosysteem. En dat heeft op zijn beurt soms verdragende gevolgen voor planten-, dieren- en mensengemeenschappen. Zo verplaatsen ziekteverwekkende insecten zich naar nieuwe gebieden, kunnen nieuwe plagen optreden in gewassen, en verhuizen de bestuivers die diezelfde gewassen nodig hebben. Dit kan met name voor de landbouw en bosontginningen zware gevolgen hebben.